# Walter Joseph Hickel
Walter Joseph »Wally« Hickel, ameriški poslovnež in politik, * 18. avgust 1919, Ellinwood, Kansas, Združene države Amerike, † 7. maj 2010, Anchorage, Aljaska.
Hickel je bil guverner Aljaske (1966-1969 in 1990-1994) in sekretar za notranje zadeve ZDA (1969-1970).